# Верхнедольск
Верхнедо́льск — посёлок в Большеглушицком районе Самарской области. Входит в состав сельского поселения Фрунзенское.

## История
В 1973 году указом Президиума Верховного Совета РСФСР посёлок отделения № 3 совхоза имени Фрунзе переименован в Верхнедольск.

## Население
| 2010 |
| ---- |
| 118  |

## Улицы
| - ул. Зерновая, - ул. Молодёжная, - ул. Озёрная, - ул. Рабочая, | - ул. Садовая, - ул. Тенистая, - ул. Центральная. |